# Liste des gratte-ciel des îles Canaries

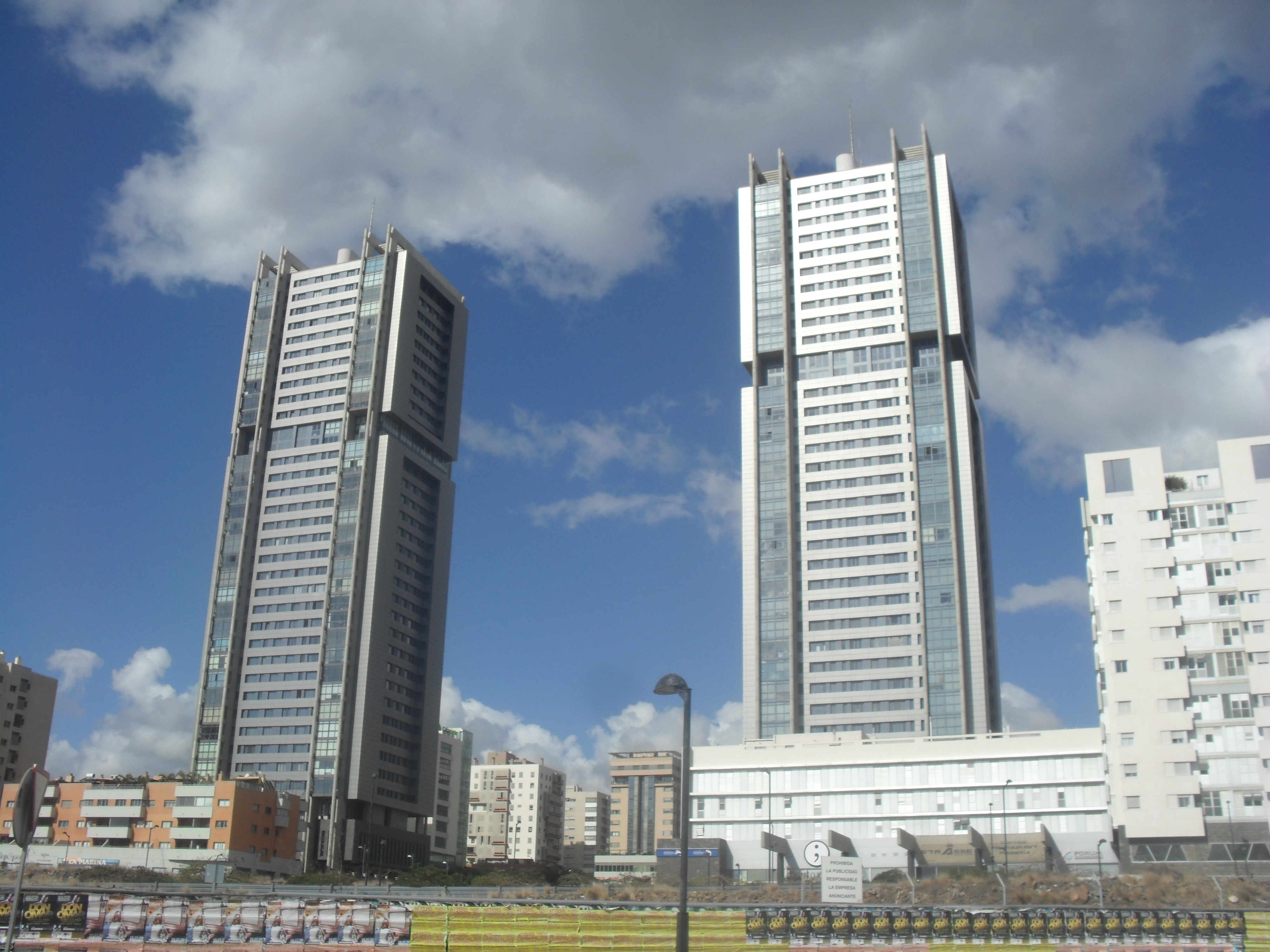
Torres de Santa Cruz à Santa Cruz de Tenerife, actuellement les plus hauts bâtiments des îles Canaries et les plus hautes tours jumelles d'Espagne.

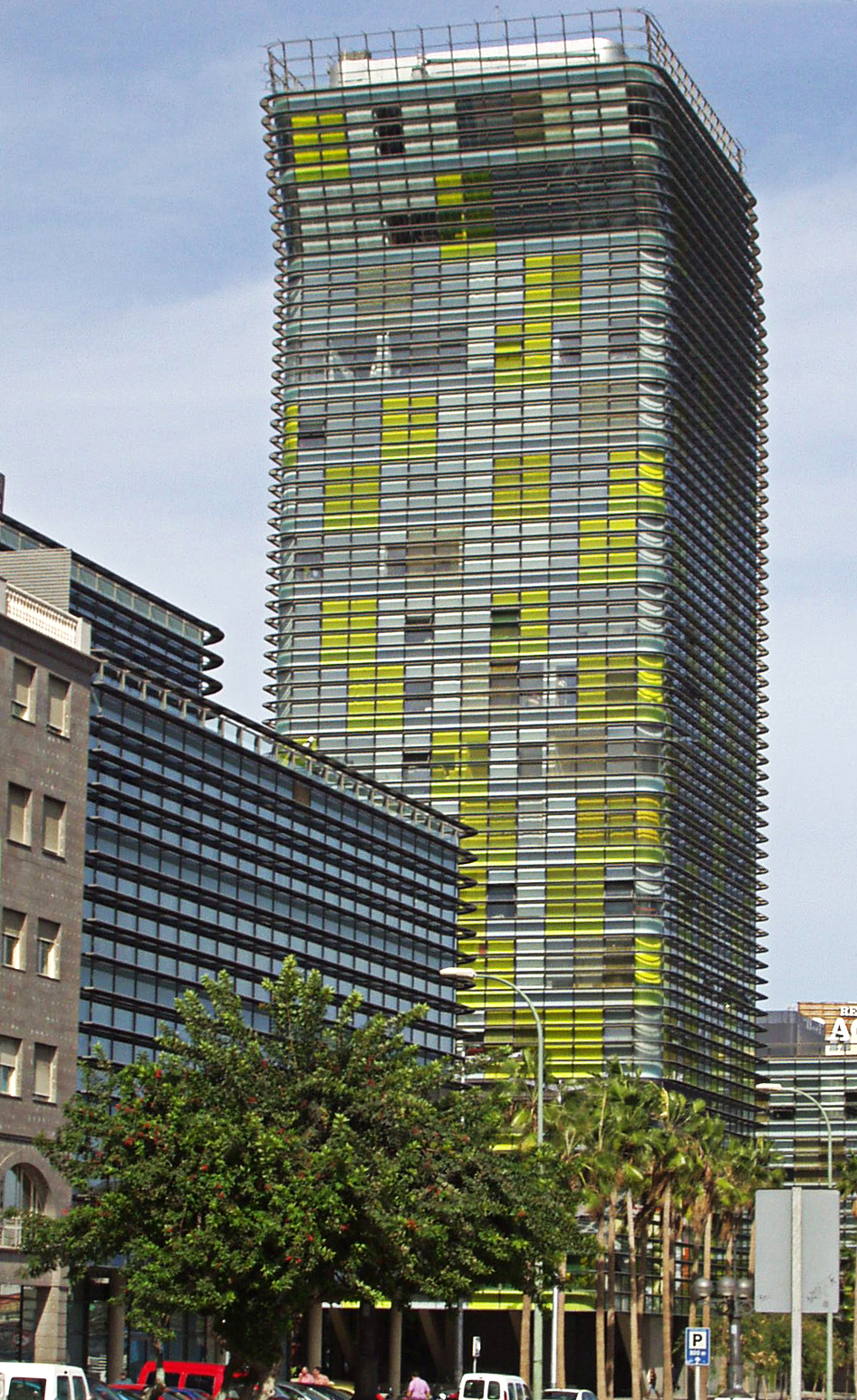
Torre Woermann, l'un des bâtiments les plus hauts et les plus emblématiques de Las Palmas de Gran Canaria.

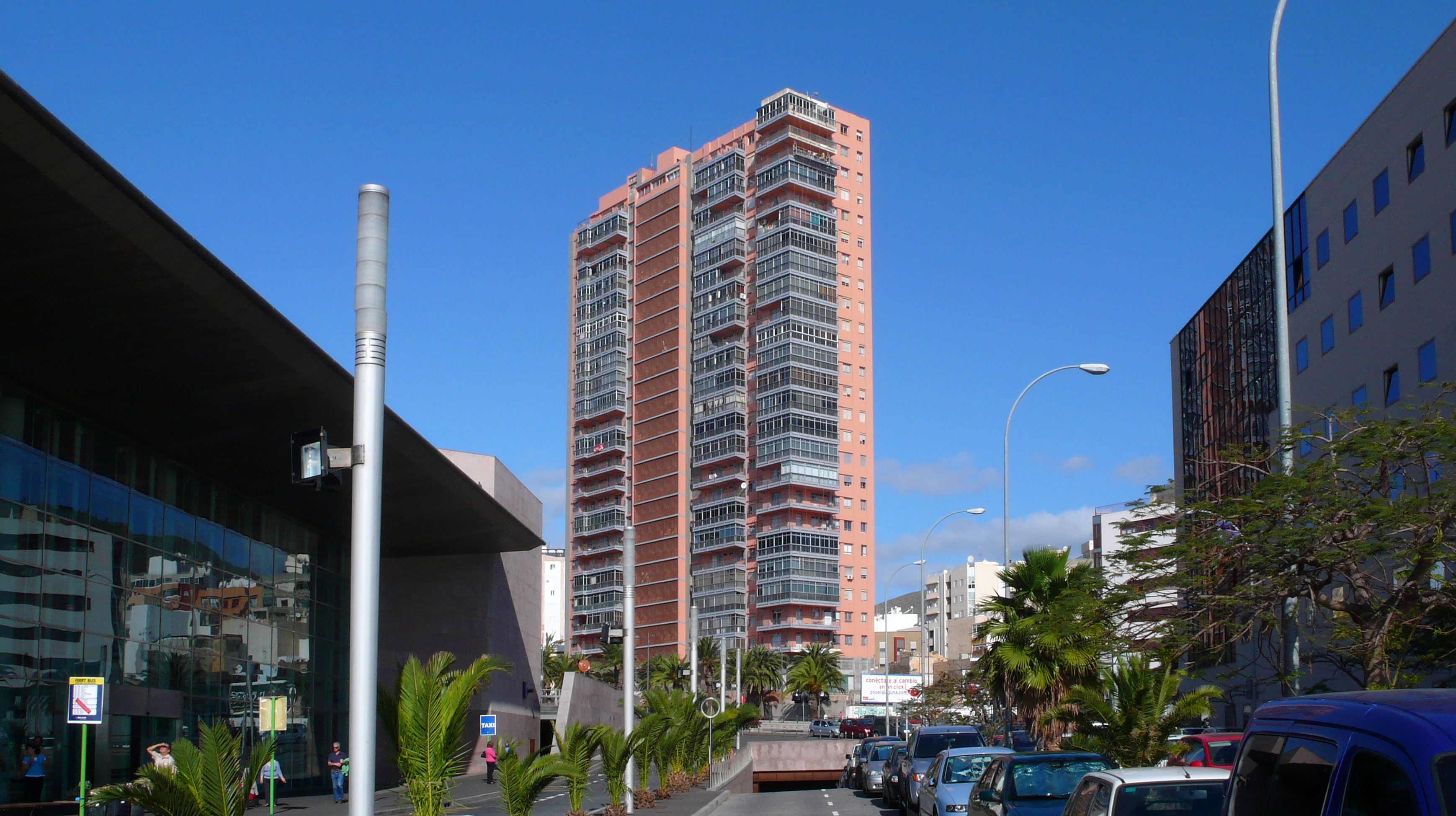
Rascacielos de la avenida Tres de Mayo, Santa Cruz de Tenerife.

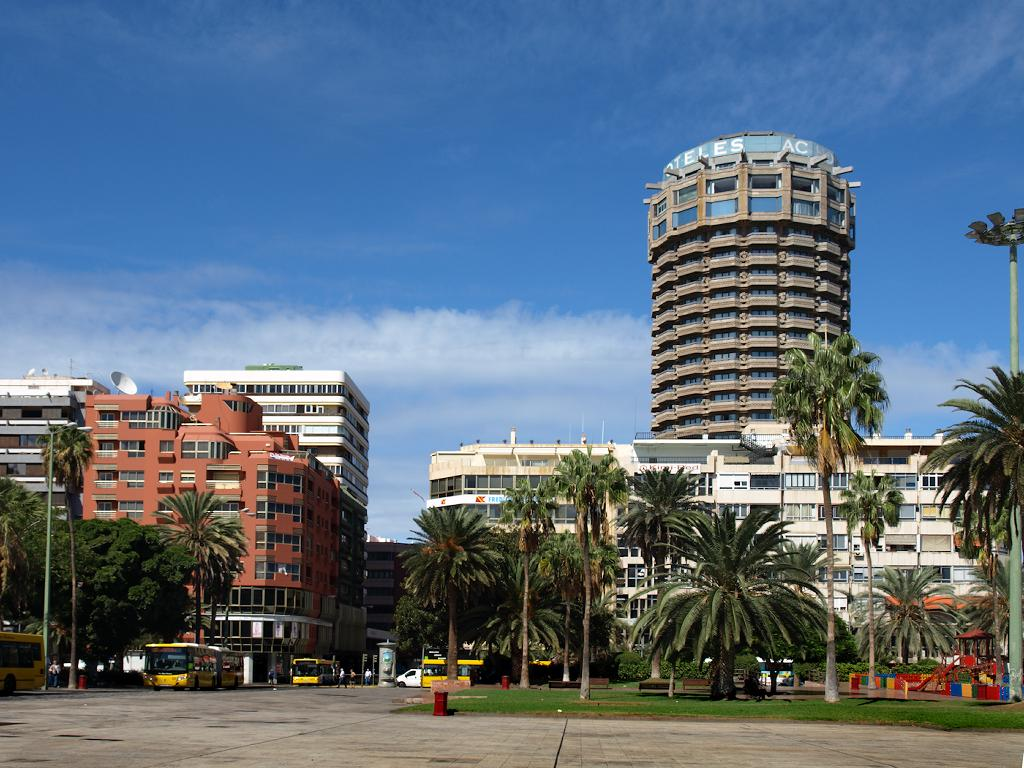
Hotel AC, Las Palmas de Gran Canaria.

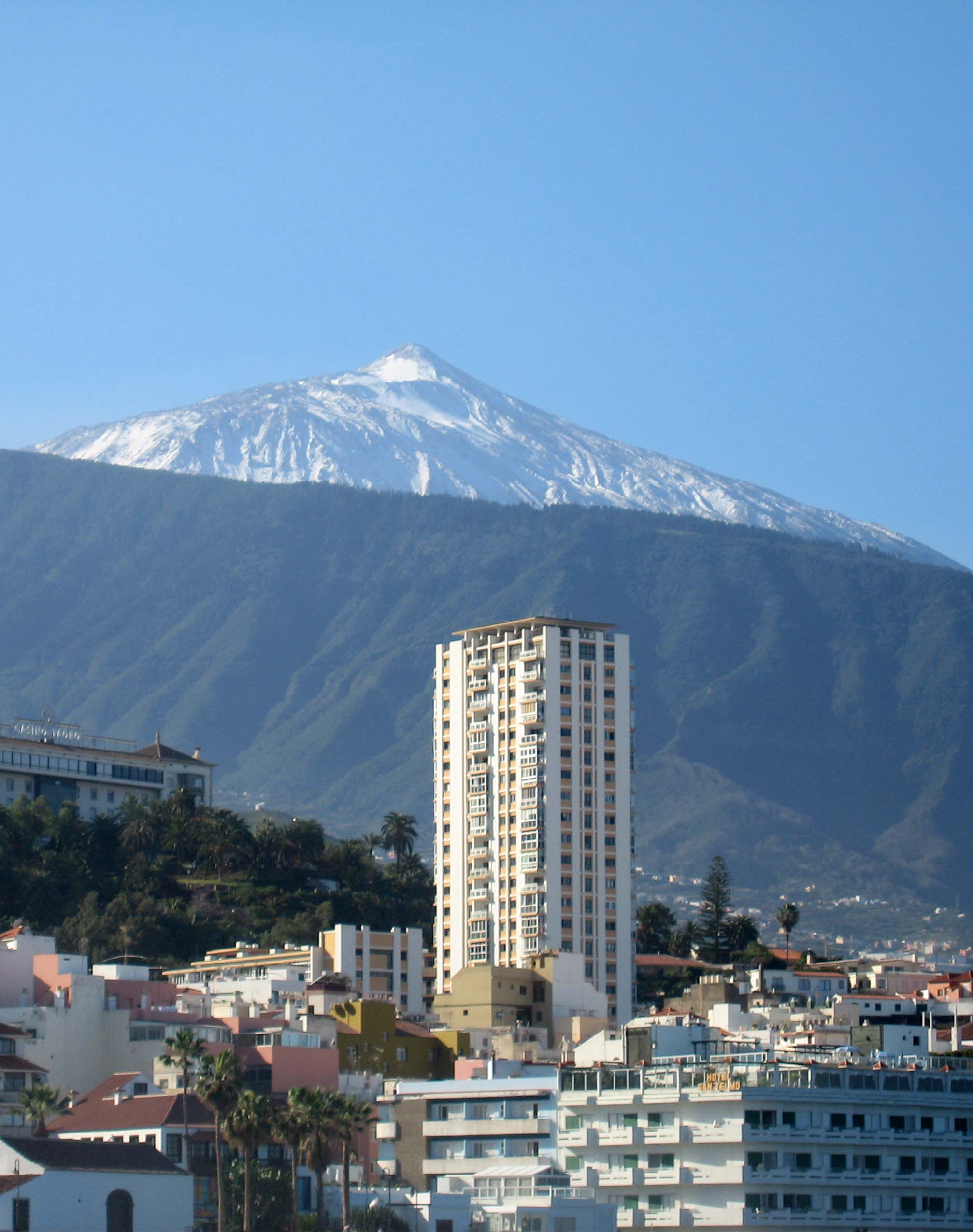
Edificio Bel Air, Puerto de la Cruz.

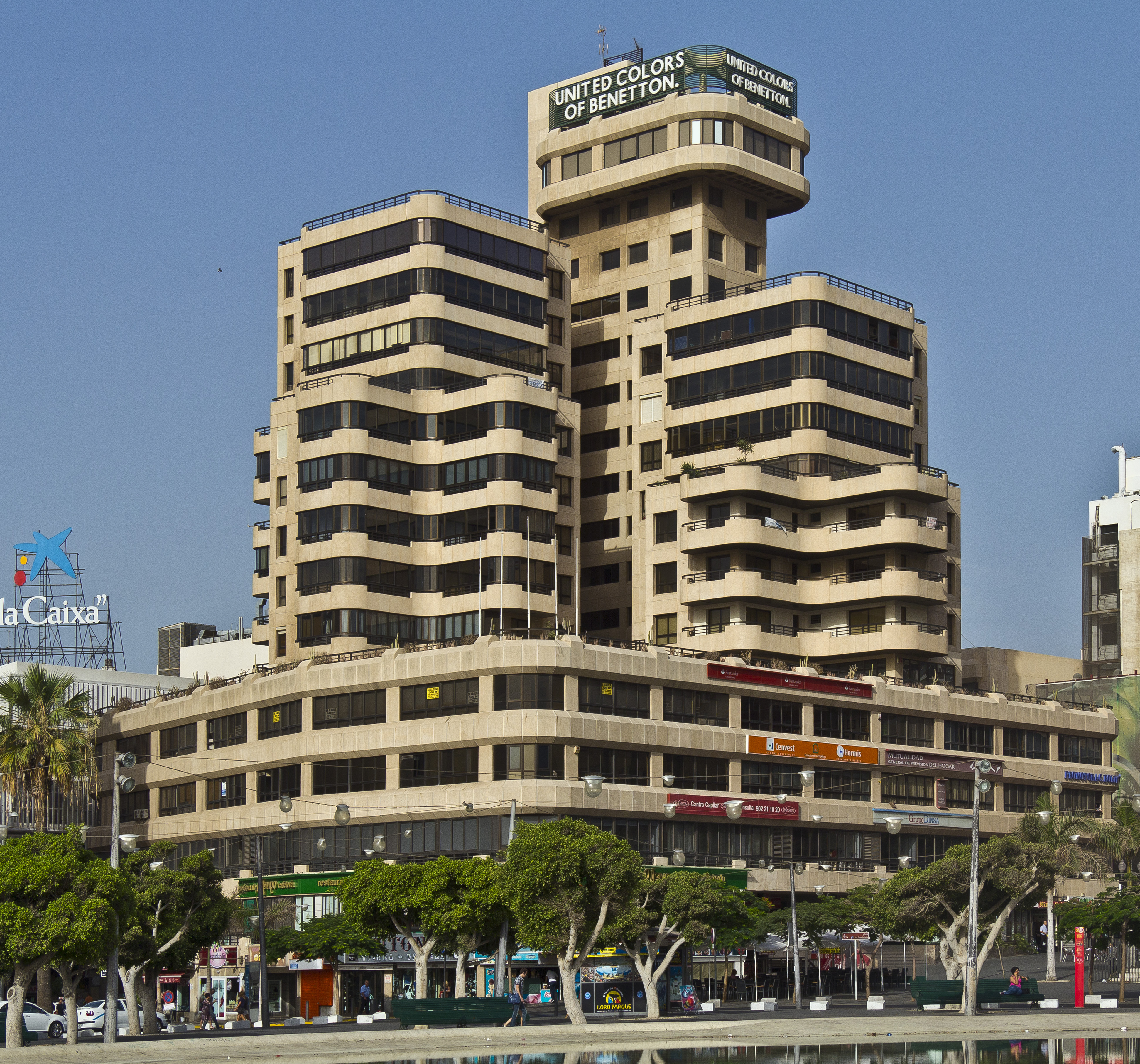
Edificio Olympo, Santa Cruz de Tenerife.

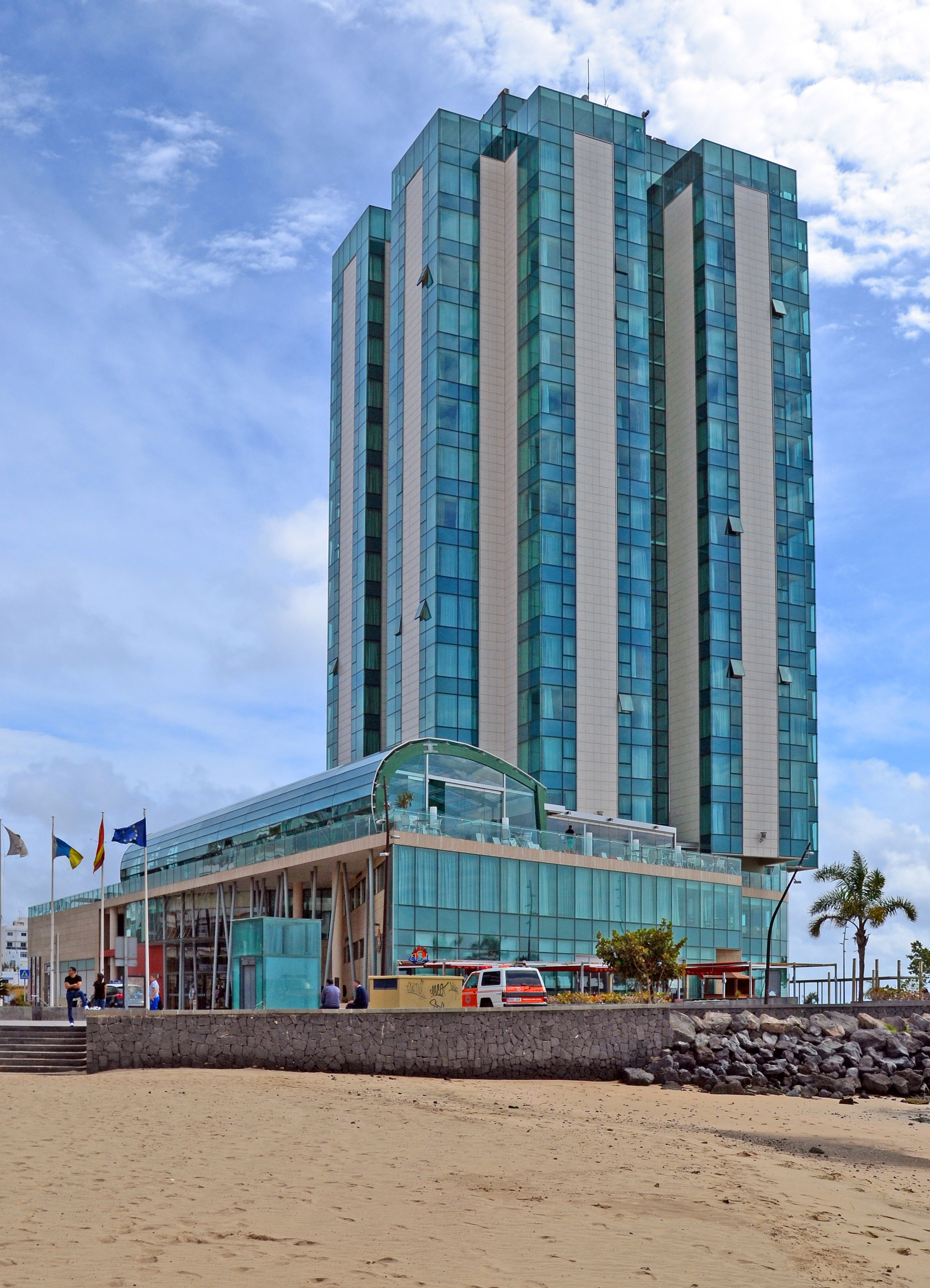
Gran Hotel, le plus haut bâtiment d'Arrecife.

Cette page liste les plus hauts gratte-ciel des îles Canaries (Espagne) dépassant 50 mètres de haut. À l'heure actuelle, le plus grand bâtiment des îles Canaries est le complexe des Torres de Santa Cruz, situé dans la ville de Santa Cruz de Tenerife, avec 120 mètres de haut sont les plus hautes tours jumelles en Espagne. Le deuxième plus haut bâtiment de l'archipel après ces deux tours, est la Torre Yaiza I, haute de 105 mètres et située à Las Palmas de Gran Canaria.
Le total des bâtiments élevés dans les deux capitales des Canaries, selon les données d'Emporis.com, est de 17 à Santa Cruz de Tenerife et de 15 à Las Palmas de Gran Canaria.
| Rang | Nom                                    | Hauteur (m) | Localisation               |
| ---- | -------------------------------------- | ----------- | -------------------------- |
| 1    | Torre Santa Cruz I                     | 120 m       | Santa Cruz de Tenerife     |
| 1    | Torre Santa Cruz II                    | 120 m       | Santa Cruz de Tenerife     |
| 3    | Torre Yaiza I                          | 105 m       | Las Palmas de Gran Canaria |
| 4    | Torre Yaiza II                         | 95 m        | Las Palmas de Gran Canaria |
| 5    | Edificio Solyvista                     | 88 m        | Las Palmas de Gran Canaria |
| 6    | Rascacielos de la avenida Tres de Mayo | 85 m        | Santa Cruz de Tenerife     |
| 7    | Hotel AC                               | 84 m        | Las Palmas de Gran Canaria |
| 7    | Torres del Pino I                      | 84 m        | Las Palmas de Gran Canaria |
| 7    | Torres del Pino II                     | 84 m        | Las Palmas de Gran Canaria |
| 10   | Edificio América                       | 77 m        | Las Palmas de Gran Canaria |
| 11   | Torre Woermann                         | 76 m        | Las Palmas de Gran Canaria |
| 12   | Edificio Bel Air                       | 75 m        | Puerto de la Cruz          |
| 13   | Edificio Azor                          | 74 m        | Las Palmas de Gran Canaria |
| 13   | Edificio Granca                        | 74 m        | Las Palmas de Gran Canaria |
| 13   | Edificio Hernández Talavera            | 74 m        | Las Palmas de Gran Canaria |
| 16   | Edificio Amaco                         | 70 m        | Las Palmas de Gran Canaria |
| 16   | Edificio Basconia                      | 70 m        | Las Palmas de Gran Canaria |
| 16   | Edificio Juan Amador                   | 70 m        | Santa Cruz de Tenerife     |
| 16   | Torre Las Palmas                       | 70 m        | Las Palmas de Gran Canaria |
| 20   | Hotel Bouganville Playa                | 65 m        | Arona                      |
| 20   | Hotel Maritím I                        | 65 m        | Los Realejos               |
| 20   | Hotel Club Paríso                      | 65 m        | Adeje                      |
| 20   | Hotel Paríso Floral                    | 65 m        | Adeje                      |
| 20   | Hotel Oásis Paríso                     | 65 m        | Adeje                      |
| 25   | Edificio Central                       | 63 m        | Las Palmas de Gran Canaria |
| 25   | Edificio Av. Néstor                    | 63 m        | Las Palmas de Gran Canaria |
| 25   | Edificio Joaquín Blume                 | 63 m        | Las Palmas de Gran Canaria |
| 28   | Edificio Costamar                      | 62 m        | Arona                      |
| 29   | Hotel Princesa Dácil                   | 60 m        | Arona                      |
| 30   | Corona Roja                            | 59 m        | San Bartolomé de Tirajana  |
| 31   | Luabay Tenerife                        | 58 m        | Puerto de la Cruz          |
| 31   | Torres del Sol I                       | 58 m        | Arona                      |
| 31   | Torres del Sol II                      | 58 m        | Arona                      |
| 34   | Edificio Olympo                        | 57 m        | Santa Cruz de Tenerife     |
| 34   | Los Tajinastes II                      | 57 m        | Arona                      |
| 36   | Faro de Maspalomas                     | 56 m        | San Bartolomé de Tirajana  |
| 36   | Edificio Mesa y López                  | 56 m        | Las Palmas de Gran Canaria |
| 38   | Hotel Las Vegas                        | 54 m        | Puerto de la Cruz          |
| 38   | Torre del Mar                          | 54 m        | Santa Cruz de Tenerife     |
| 38   | Edificio Botavara                      | 54 m        | El Rosario                 |
| 38   | El Corte Inglés 3 Mayo                 | 54 m        | Santa Cruz de Tenerife     |
| 38   | Gran Hotel                             | 54 m        | Arrecife                   |
| 38   | Edificio Jardín Mar                    | 54 m        | El Rosario                 |
| 44   | Edificio Zárate I                      | 53 m        | Las Palmas de Gran Canaria |
| 44   | Edificio Zárate II                     | 53 m        | Las Palmas de Gran Canaria |
| 44   | Edificio Zárate III                    | 53 m        | Las Palmas de Gran Canaria |
| 47   | Los Verodes                            | 52 m        | Santa Cruz de Tenerife     |
| 47   | Edificio Natacha                       | 52 m        | Santa Cruz de Tenerife     |
| 47   | Santander Central Hispano              | 52 m        | Santa Cruz de Tenerife     |
| 50   | Hotel Oro Negro                        | 51 m        | Puerto de la Cruz          |
| 50   | Teneguía                               | 51 m        | Puerto de la Cruz          |
| 50   | Edificio Daida                         | 51 m        | Santa Cruz de Tenerife     |
| 50   | Ministerio de Trabajo                  | 51 m        | Santa Cruz de Tenerife     |
| 50   | Edificio Ciudad Mar                    | 51 m        | Santa Cruz de Tenerife     |
| 55   | Hotel Maritím II                       | 50 m        | Los Realejos               |
| 55   | Edificio Teide                         | 50 m        | Santa Cruz de Tenerife     |
| 55   | Edificio Mulhacén                      | 50 m        | Santa Cruz de Tenerife     |
| 55   | Palacio Insular de Tenerife            | 50 m        | Santa Cruz de Tenerife     |
| 55   | Viña del Mar                           | 50 m        | Arona                      |
| 55   | Valle Luz I                            | 50 m        | Puerto de la Cruz          |
| 55   | A Ponerosa                             | 50 m        | Arona                      |
| 55   | Hotel Gran Tinerfe                     | 50 m        | Arona                      |
| 55   | Aparthotel Panorámica Gardens          | 50 m        | Los Realejos               |
| 55   | Faro Punta del Hidalgo                 | 50 m        | San Cristóbal de La Laguna |